# Monmouth (Illinois)
Monmouth is een plaats (city) in de Amerikaanse staat Illinois, en valt bestuurlijk gezien onder Warren County.

## Demografie
Bij de volkstelling in 2000 werd het aantal inwoners vastgesteld op 9841. In 2006 is het aantal inwoners door het United States Census Bureau geschat op 9151, een daling van 690 (-7,0%).

## Geografie
Volgens het United States Census Bureau beslaat de plaats een oppervlakte van 10,5 km², waarvan 10,4 km² land en 0,1 km² water. Monmouth ligt op ongeveer 207 m boven zeeniveau.

## Plaatsen in de nabije omgeving
De onderstaande figuur toont nabijgelegen plaatsen in een straal van 20 km rond Monmouth.

## Geboren
- Wyatt Earp (1848), marshal en gunslinger uit het Wilde Westen

## Bekende inwoners
- Ronald Reagan, de Amerikaanse president, heeft in zijn jonge jeugdjaren een periode in Monmouth gewoond.
- Richard Speck, de seriemoordenaar, heeft hier als kind (1966) gewoond. Speck vermoordde later meerdere jonge vrouwen. In de gevangenis leefde Speck volledig als vrouw.